# Sten Beskow
Sten Henrik Theodor Beskow, född den 22 juni 1912 i Stockholm, död där den 20 maj 2001, var en svensk ämbetsman. Han var sonson till Theodor Beskow.
Beskow avlade studentexamen 1930 och juris kandidatexamen 1936. Han genomförde tingstjänstgöring i Kinda och Ydre domsaga 1936–1939 och var amanuens, notarie och förste byråsekreterare vid Arméförvaltningen 1939–1943. Beskow blev förste byråsekreterare vid Försvarets civilförvaltning 1944, byrådirektör vid Skogsstyrelsen 1946, byråchef där 1952 och avdelningschef 1976. Han var sekreterare och expert i diverse statliga utredningar. Beskow publicerade Avlöningshandbok för den civile statstjänstemannen (1947) samt uppsatser inom avlöningstekniska och administrativa ämnen i fackpress. Han blev riddare av Nordstjärneorden 1955 och kommendör av samma orden 1967. Beskow vilar på Solna kyrkogård.